# Kostel svatého Františka Xaverského v Garbatelle
Kostel svatého Františka Xaverského v Garbatelle (italsky Chiesa di San Francesco Saverio alla Garbatella) je římský kostel ve čtvrti Ostiense, na náměstí Damiana Sauliho. Od února roku 2001 je titulárním kostelem kardinálů-jáhnů.

## Historie
Kostel byl postaven v letech 1931-1933 podle projektu z roku 1930, navrhl jej architekt Alberto Calza Bini nebo Arturo Calzabini. Farnost byla při kostele zřízena 1. května 1933 Piem XI. (apoštolskou konstitucí "Quo omnes sacrorum"), jako sídlo kardinálů jáhnů. Proslavila se jako první farnost, kterou po svém zvolení navštívil papež Jan Pavel II.

## Popis

### Exteriér
Fasáda je zděná z cihel a z části obložená deskami z travertinu. Ve středním travé trojosého portálu je mezi dvěma sloupoy vchod, nad ním na římse tesaný nápis DEO IN HONOREM SCTI FRANCISCI XAVERII, nad ní je v lunetě vloženo velké okno, po stranách dva smaltované znaky: papeže a diecéze. V tympanonu štítu na vrcholu je tesaný znak papeže Pia XI.
Kostel je trojlodní halová stavba na půdorysu latinského kříže, s transeptem a nad ním vysokou kupolí.
Ze severní strany ke kostelu přiléhá budova divadla Teatro Garbatella, na jižní straně je budova základní školy.

### Interiér
Interiér je členěný dvěma řadami sloupů s iónskými hlavicemi, nesoucími půlválcovou klenbu s kazetovou dekorací. Boční lodi jsou plochostropé.
- V polokruhovém závěru apsidy je hlavní oltář: kamenná menza, za ní je ve stěně vsazený moderní (poválečný) obraz svatého Františka Xaverského při kázání na misiích v Orientu. Vlevo je socha ukřižovaného Krista na kříži.
- V transeptu je freska Srdce Ježíšovo, kterou namaloval Gisberto Ceracchini, [2] a dva oltáře: vpravo s obrazem Panny Marie Božské lásky (Madonna del Divino Amore), která pomáhala Římu po bombardování v roce 1943. Vlevo je obraze Ježíše ve slávě mezi anděly.
- Kostel má historické varhany v malované skříni: je to varhanni positiv s 15 rejstříky a s měchy na nožní pohon. Jsou dílem toskánské varhanářské školy (mistr Filippo Tronci?) z přelomu 18./19. století.
- Po stranách vchodu jsou dvé bronzové plastiky: Ukřižovaný a Madona.

## Galerie

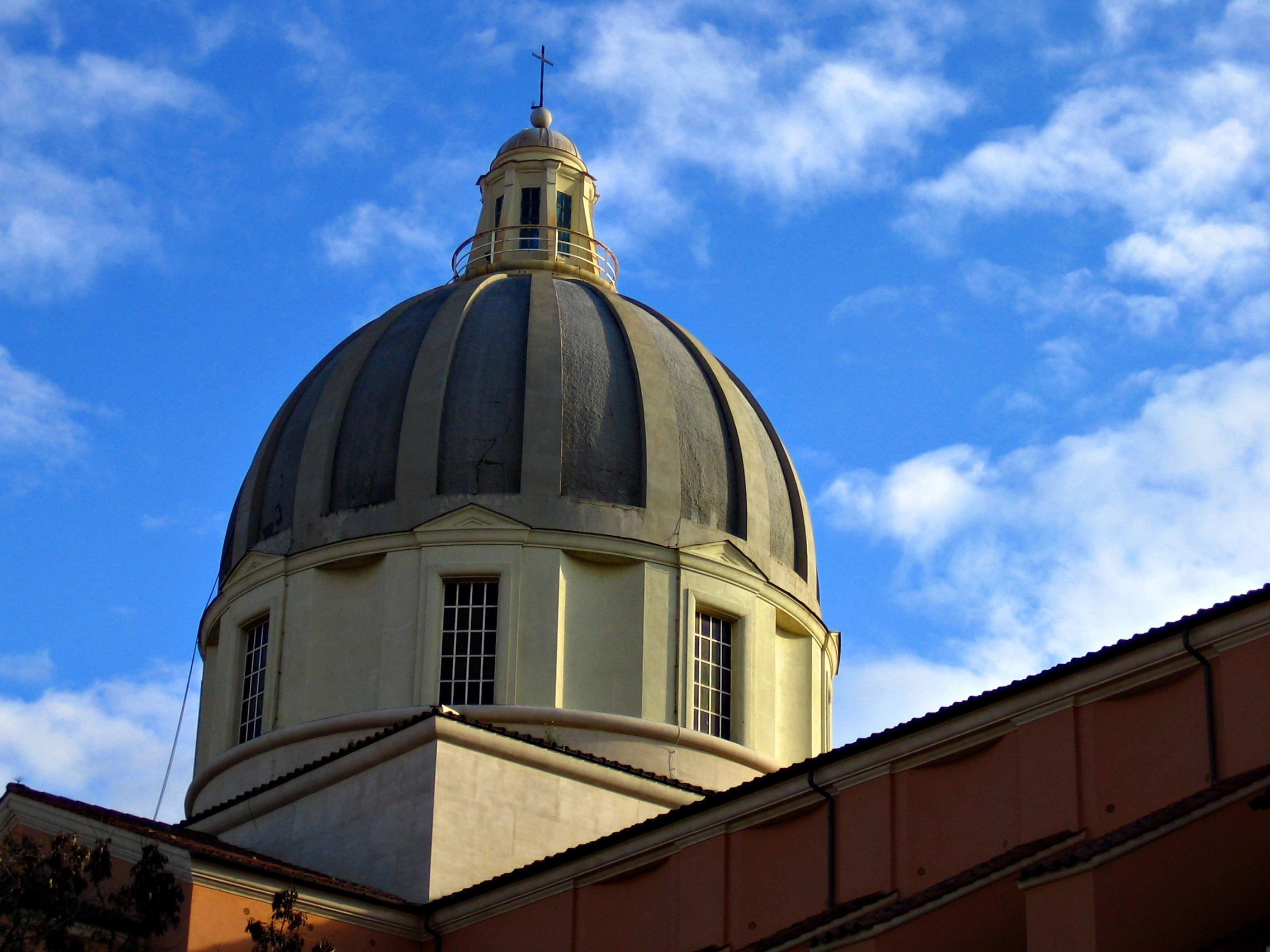
Kupole
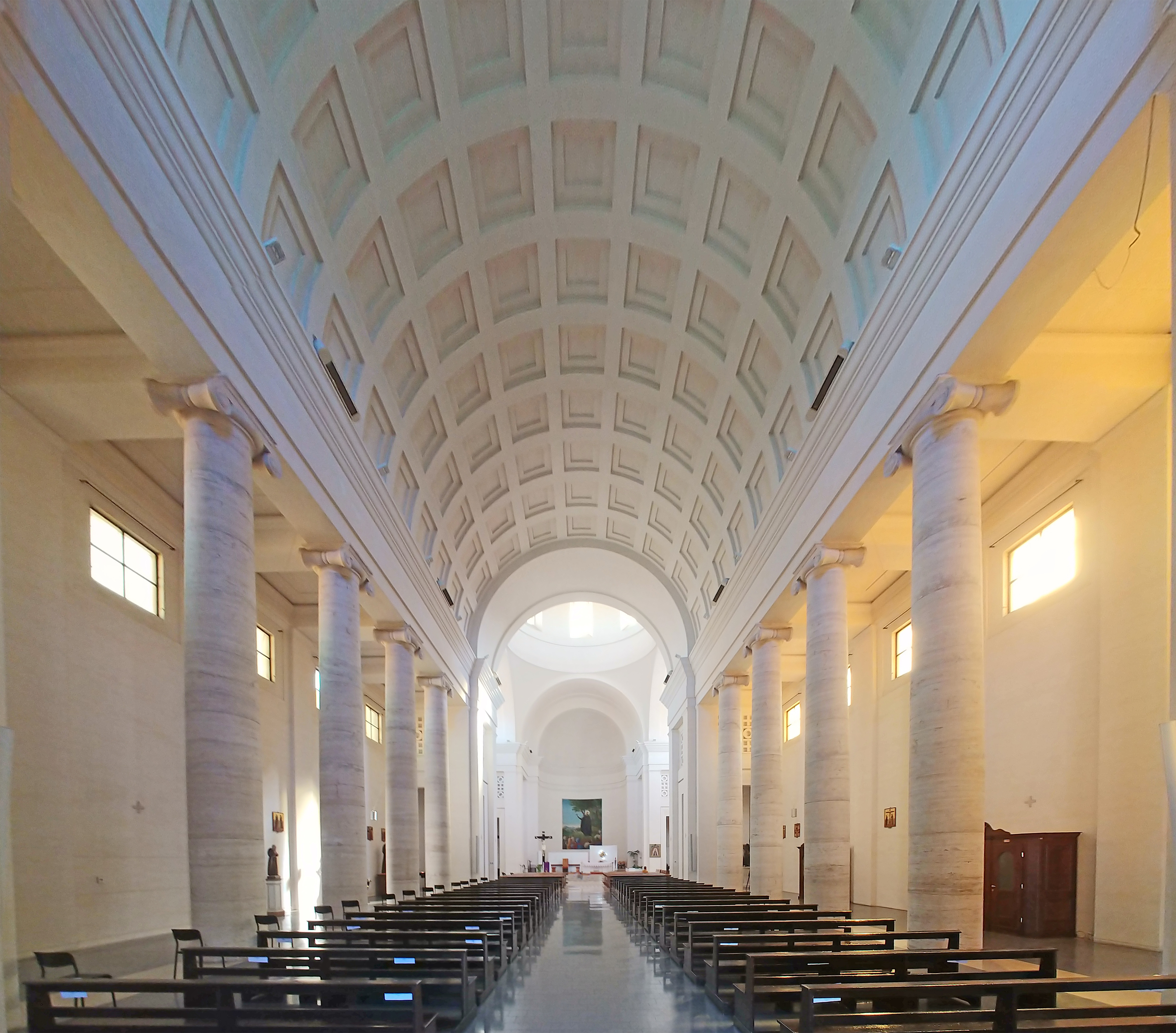
Interiér
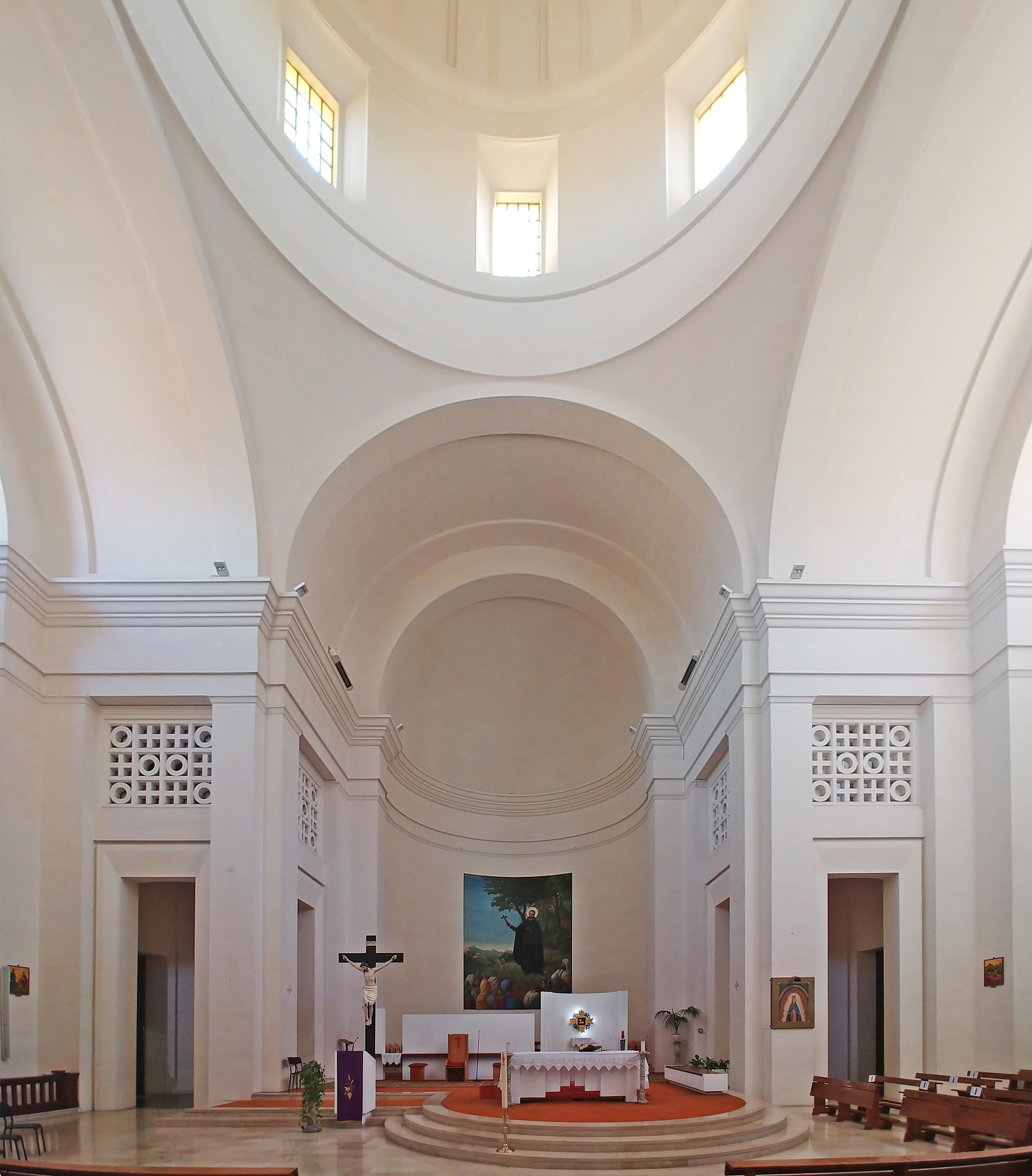
Apsida a kupole
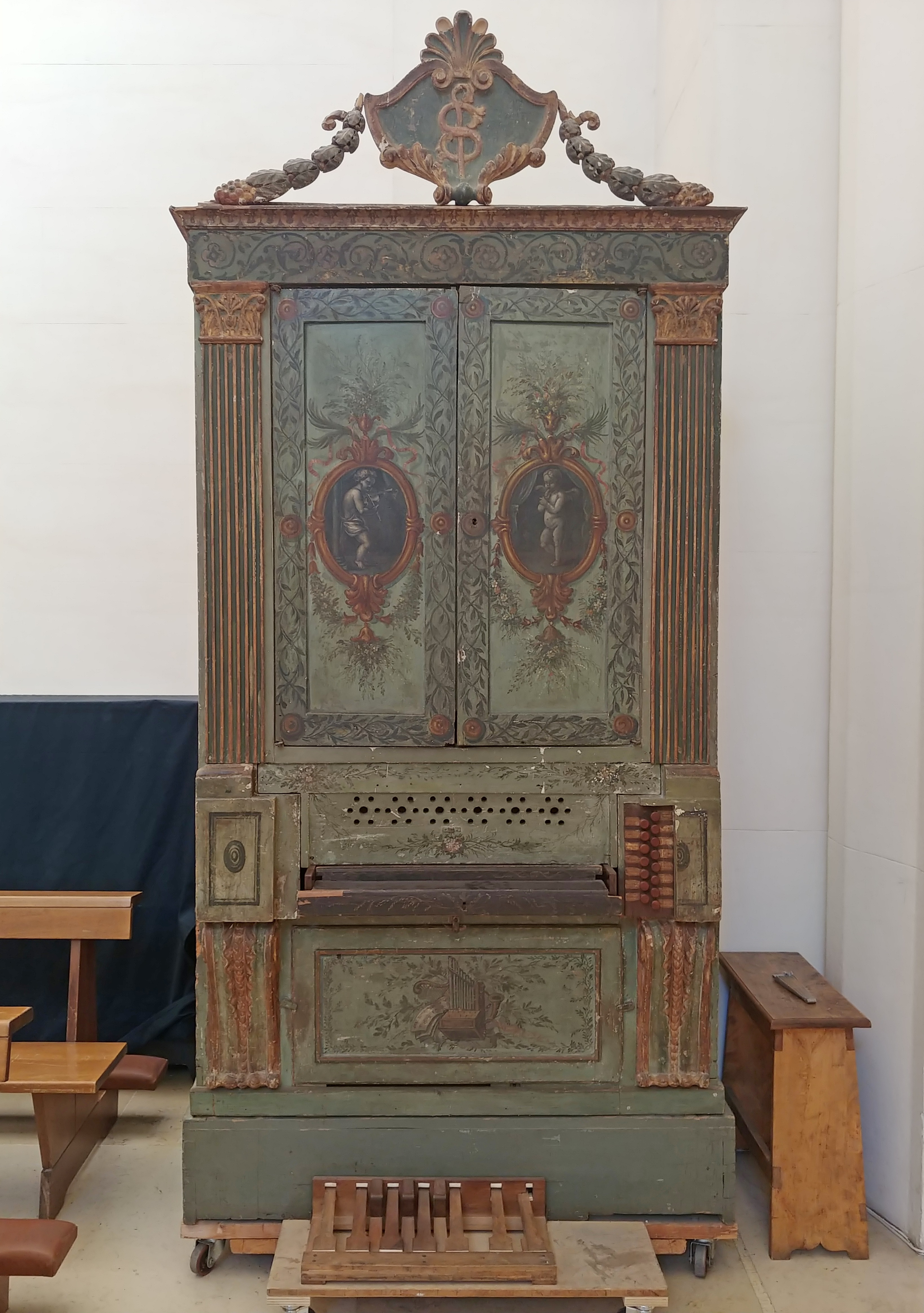
varhany